# 聖克拉拉-拉拉古納
聖克拉拉-拉拉古納（西班牙語：Santa Clara La Laguna），是危地馬拉的城鎮，位於該國西南部，由索洛拉省負責管轄，面積12平方公里，海拔高度2,083米，2002年人口6,894，人口密度每平方公里574.5人。
14°43′N 91°18′W / 14.717°N 91.300°W